# Frixos

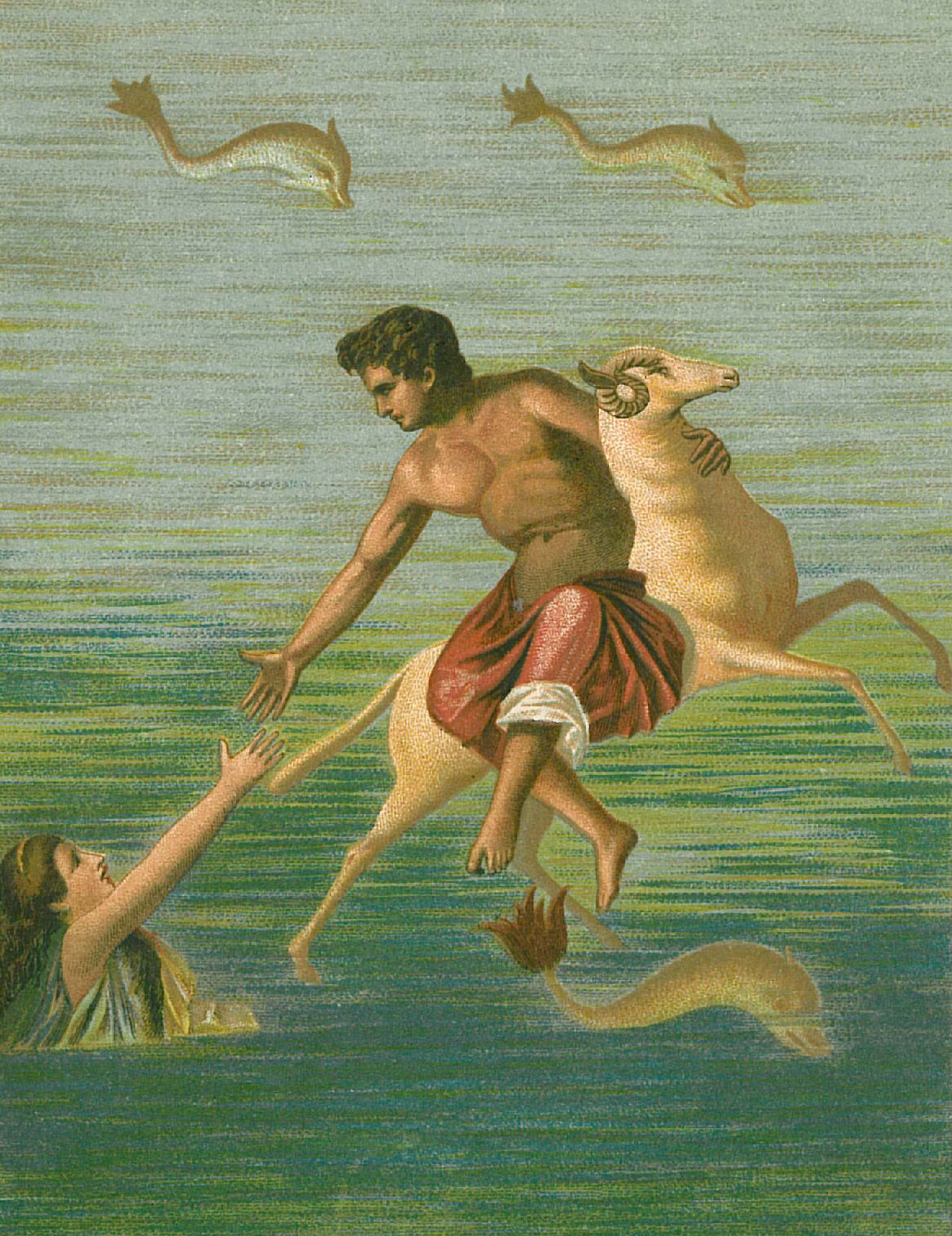
Frixos och Helle

Frixos var i grekisk mytologi son till Athamas och Nefele.
Då hungersnöd utbrutit, sedan Fixos styvmor Ino sått rostade vetekorn, ville denna för att avvända olyckan offra Frixos. Nefele räddade då sina barn på väduren med det gyllene skinnet, under färden föll Helle ned i det efter henne benämnda havet Hellesponten, medan Frixos nådde Kolchis. Enligt en äldre och enklare version av sagan skall Frixos vid en missväxt frivilligt erbjudit sig att offras.